# Georges Meunier
Georges Meunier 9 mei 1925 - 13 december 2015 was een Frans wielrenner.

## Levensloop en carrière
Meunier werd prof in 1945. Hij won twee ritten in de Ronde van Frankrijk. In de nadagen van zijn carrière werd hij nog tweemaal Frans kampioen veldrijden.

## Resultaten in voornaamste wedstrijden
| Jaar | Ronde van Italië | Ronde van Frankrijk | Ronde van Spanje |
| ---- | ---------------- | ------------------- | ---------------- |
| 1950 |                  | 9e                  |                  |
| 1951 |                  | 16e (1)             |                  |
| 1952 |                  | opgave              |                  |
| 1953 |                  | 27e (1)             |                  |
| 1954 |                  | 39e                 |                  |

| Jaar | Parijs-Roubaix |
| ---- | -------------- |
| 1950 | 8e             |
| 1951 |                |
| 1952 | 31e            |
| 1953 |                |
| 1954 |                |